# Webb Pierce
Webb Michael Pierce (8 de agosto de 1921 - 24 de febrero de 1991) fue uno de los cantantes estadounidenses de honky tonk más populares en la década de los años 1950, poniendo en listas un mayor número de canciones que cualquier otro artista country de esa década.
Su mayor éxito fue «In the jailhouse now» que estuvo 37 semanas en la cartelera, 21 de ellas como número 1. Pierce también tuvo como número uno durante varias semanas canciones como  «Slowly» (1954), «Love, Love, Love» (1955), «I Don't Care» (1955), «There Stands The Glass» (1953), «More And More» (1954), «I Ain't Never» (1959) y su primer número uno «Wondering,» que lo fue durante 4 de las 27 semanas que permaneció en las listas
Para muchos, Pierce, con su flamante estilo fue la cara más reconocible de la música country del momento y sus excesos. Fue miembro del Grand Ole Opry y a título póstumo del Country Music Hall of Fame.

## Discografía

### Álbumes
| Año  | Álbum                                   | US Country | Sello    |
| ---- | --------------------------------------- | ---------- | -------- |
| 1955 | Webb Pierce                             |            | Decca    |
| 1956 | The Wondering Boy                       |            | Decca    |
| 1957 | Just Imagination                        |            | Decca    |
| 1959 | Bound for the Kingdom                   |            | Decca    |
| 1959 | Webb!                                   |            | Decca    |
| 1960 | Webb with a Beat                        |            | Decca    |
| 1960 | Walking the Streets                     |            | Decca    |
| 1961 | Webb Pierce's Golden Favorites          |            | Decca    |
| 1961 | Fellen Angel                            |            | Decca    |
| 1962 | Hideaway Heart                          |            | Decca    |
| 1963 | Cross Country                           | 20         | Decca    |
| 1963 | I've Got a New Heartache                |            | Decca    |
| 1963 | Bow Thy Head                            |            | Decca    |
| 1964 | The Webb Pierce Story                   | 13         | Decca    |
| 1964 | Sands of Gold                           |            | Decca    |
| 1965 | Memory #1                               | 6          | Decca    |
| 1965 | Country Music Time                      |            | Decca    |
| 1966 | Sweet Memories                          |            | Decca    |
| 1966 | Webb's Choice                           | 29         | Decca    |
| 1967 | Where'd Ya Stay Last Night              | 43         | Decca    |
| 1968 | Fool Fool Fool                          |            | Decca    |
| 1968 | Saturday Night                          |            | Decca    |
| 1969 | Webb Pierce Sings This Thing            | 32         | Decca    |
| 1970 | Love Ain't Never Gonna Be No Better     | 42         | Decca    |
| 1970 | Merry Go Round World                    |            | Decca    |
| 1971 | Road Show                               |            | Decca    |
| 1972 | I'm Gonna Be a Swinger                  |            | Decca    |
| 1979 | Faith, Hope and Love                    |            | Skylite  |
| 1982 | In the Jailhouse Now (w/ Willie Nelson) |            | Columbia |

### Singles
| Año  | Sencillo                                                     | Posición en los chart | Posición en los chart | Posición en los chart |
| Año  | Sencillo                                                     | US Country            | US                    | CAN Country           |
| ---- | ------------------------------------------------------------ | --------------------- | --------------------- | --------------------- |
| 1952 | "Wondering"                                                  | 1                     |                       |                       |
| 1952 | "That Heart Belongs to Me"                                   | 1                     |                       |                       |
| 1952 | "Back Street Affair"                                         | 1                     |                       |                       |
| 1953 | "I'll Go on Alone"                                           | 4                     |                       |                       |
| 1953 | "That's Me Without You"                                      | 4                     |                       |                       |
| 1953 | "The Last Waltz"                                             | 4                     |                       |                       |
| 1953 | "I Haven't Got the Heart"                                    | 5                     |                       |                       |
| 1953 | "It's Been So Long"                                          | 1                     |                       |                       |
| 1953 | "Don't Throw Your Life Away"                                 | 9                     |                       |                       |
| 1953 | "There Stands the Glass"                                     | 1                     |                       |                       |
| 1953 | "I'm Walking the Dog"                                        | 3                     |                       |                       |
| 1954 | "Slowly"                                                     | 1                     |                       |                       |
| 1954 | "Even Tho"                                                   | 1                     |                       |                       |
| 1954 | "Sparkling Brown Eyes» (w/ The Wilburn Brothers)             | 4                     |                       |                       |
| 1954 | "More and More"                                              | 1                     | 22                    |                       |
| 1954 | "You're Not Mine Anymore"                                    | 4                     |                       |                       |
| 1955 | "In the Jailhouse Now"                                       | 1                     |                       |                       |
| 1955 | "I'm Gonna Fall Out of Love with You"                        | 10                    |                       |                       |
| 1955 | "I Don't Care"                                               | 1                     |                       |                       |
| 1955 | "Your Good for Nothing Heart"                                | flip                  |                       |                       |
| 1955 | "Love, Love, Love"                                           | 1                     |                       |                       |
| 1955 | "If You Were Me"                                             | 7                     |                       |                       |
| 1956 | "Why Baby Why» (w/ Red Sovine)                               | 1                     |                       |                       |
| 1956 | "Yes I Know Why"                                             | 2                     |                       |                       |
| 1956 | "'Cause I Love You"                                          | 3                     |                       |                       |
| 1956 | "Little Rosa» (w/ Red Sovine)                                | 5                     |                       |                       |
| 1956 | "Any Old Time"                                               | 7                     |                       |                       |
| 1956 | "We'll Find a Way"                                           | flip                  |                       |                       |
| 1956 | "Teenage Boogie"                                             | 10                    |                       |                       |
| 1956 | "I'm Really Glad You Hurt Me"                                | flip                  |                       |                       |
| 1957 | "I'm Tired"                                                  | 3                     |                       |                       |
| 1957 | "It's My Way"                                                | flip                  |                       |                       |
| 1957 | "Honky Tonk Song"                                            | 1                     |                       |                       |
| 1957 | "Oh' So Many Years» (w/ Kitty Wells)                         | 8                     |                       |                       |
| 1957 | "Someday"                                                    | 12                    |                       |                       |
| 1957 | "Bye Bye Love"                                               | 7                     | 73                    |                       |
| 1957 | "Missing You"                                                | 7                     |                       |                       |
| 1957 | "Holiday for Love"                                           | 3                     |                       |                       |
| 1957 | "Don't Do It Darlin'"                                        | 12                    |                       |                       |
| 1958 | "One Week Later» (w/ Kitty Wells)                            | 12                    |                       |                       |
| 1958 | "Cryin' Over You"                                            | 3                     |                       |                       |
| 1958 | "You'll Come Back"                                           | 10                    |                       |                       |
| 1958 | "Falling Back to You"                                        | 10                    |                       |                       |
| 1958 | "Tupelo County Jail"                                         | 7                     |                       |                       |
| 1959 | "I'm Letting You Go"                                         | 22                    |                       |                       |
| 1959 | "A Thousand Miles Ago"                                       | 6                     |                       |                       |
| 1959 | "I Ain't Never"                                              | 2                     | 24                    |                       |
| 1960 | "No Love Have I"                                             | 4                     | 54                    |                       |
| 1960 | "(Doin' the) Lover's Leap"                                   | 17                    | 93                    |                       |
| 1960 | "Is It Wrong (For Loving You)"                               | 11                    | 69                    |                       |
| 1960 | "Drifting Texas Sand"                                        | 11                    | 108                   |                       |
| 1960 | "Fallen Angel"                                               | 4                     | 99                    |                       |
| 1961 | "Let Forgiveness In"                                         | 5                     |                       |                       |
| 1961 | "Sweet Lips"                                                 | 3                     |                       |                       |
| 1961 | "Walking the Streets"                                        | 5                     |                       |                       |
| 1961 | "How Do You Talk to a Baby"                                  | 7                     |                       |                       |
| 1962 | "Alla My Love"                                               | 5                     |                       |                       |
| 1962 | "Crazy Wild Desire"                                          | 8                     |                       |                       |
| 1962 | "Take Time"                                                  | 7                     |                       |                       |
| 1962 | "Cow Town"                                                   | 5                     |                       |                       |
| 1962 | "Sooner or Later"                                            | 19                    |                       |                       |
| 1963 | "How Come Your Dog Don't Bite Nobody But Me» (w/ Mel Tillis) | 25                    |                       |                       |
| 1963 | "Sawmill"                                                    | 15                    |                       |                       |
| 1963 | "If I Could Come Back"                                       | 21                    |                       |                       |
| 1963 | "Sands of Gold"                                              | 7                     | 118                   |                       |
| 1963 | "If the Back Door Could Talk"                                | 13                    |                       |                       |
| 1963 | "Those Wonderful Years"                                      | 9                     |                       |                       |
| 1964 | "Waiting a Lifeitme"                                         | 25                    |                       |                       |
| 1964 | "Memory #1"                                                  | 2                     |                       |                       |
| 1964 | "Finally» (w/ Kitty Wells)                                   | 9                     |                       | 2                     |
| 1965 | "That's Where My Money Goes"                                 | 26                    |                       |                       |
| 1965 | "Broken Engagement"                                          | 46                    |                       |                       |
| 1965 | "Loving You Then Losing You"                                 | 22                    |                       |                       |
| 1965 | "Who Do I Think I Am"                                        | 13                    |                       |                       |
| 1965 | "Hobo and the Rose"                                          | 50                    |                       |                       |
| 1966 | "You Ain't No Better Than Me"                                | 46                    |                       |                       |
| 1966 | "Love's Something (I Can't Understand)"                      | 25                    |                       |                       |
| 1966 | "Where'd Ya Stay Last Night"                                 | 14                    |                       |                       |
| 1967 | "Goodbye City, Goodbye Girl"                                 | 39                    |                       |                       |
| 1967 | "Fool Fool Fool"                                             | 6                     |                       |                       |
| 1968 | "Luzianna"                                                   | 24                    |                       |                       |
| 1968 | "Stranger in a Strange, Strange City"                        | 26                    |                       |                       |
| 1968 | "In Another World"                                           | 74                    |                       |                       |
| 1968 | "Saturday Night"                                             | 22                    |                       | 25                    |
| 1969 | "If I Had Last Night to Live Over"                           | 32                    |                       |                       |
| 1969 | "This Thing"                                                 | 14                    |                       | 17                    |
| 1969 | "Love Ain't Gonna Be No Better"                              | 38                    |                       |                       |
| 1970 | "Merry-Go-Round World"                                       | 71                    |                       |                       |
| 1970 | "The Man You Want Me to Be"                                  | 56                    |                       |                       |
| 1971 | "Showing His Dollar"                                         | 73                    |                       |                       |
| 1971 | "Tell Him That You Love Him"                                 | 31                    |                       |                       |
| 1971 | "Someone Stepped In (And Stole Me Blind)"                    | 73                    |                       |                       |
| 1972 | "Wonderful Wonderful"                                        |                       |                       | 21                    |
| 1972 | "I'm Gonna Be a Swinger"                                     | 54                    |                       |                       |
| 1975 | "The Good Lord Giveth (And Uncle Sam Taketh Away)"           | 57                    |                       |                       |
| 1976 | "I've Got Leaving on My Mind"                                | 82                    |                       | 41                    |
| 1982 | "In the Jailhouse Now» (w/ Willie Nelson)                    | 72                    |                       |                       |

### Singles como invitado
| Año  | Sencillo         | Artista            | US Country |
| ---- | ---------------- | ------------------ | ---------- |
| 1985 | "One Big Family" | Heart of Nashville | 61         |